# Mark Priestley
Mark Priestley (* 9. August 1976 in Perth, Western Australia; † 27. August 2008 in Sydney, New South Wales) war ein australischer Schauspieler.

## Leben
Priestley studierte bis 1999 Schauspiel am National Institute of Dramatic Art. Im darauffolgenden Jahr hatte er zunächst eine Nebenrolle in der Fernsehserie Water Rats – Die Hafencops. Es folgte ein erstes großes Engagement in der Miniserie The Farm und ein erster Gastauftritt in der von 1998 bis 2009 ununterbrochen laufenden Serie All Saints. Ab 2005 bis zu seinem Tod spielte Priestley in der Serie die Rolle des Dan Goldman.
Am 27. August 2008 wurde Priestley tot auf der Markise eines Ladens aufgefunden, nachdem er kurz zuvor unter anderem Namen in einem danebenliegenden Hotel eingecheckt hatte. Es wird davon ausgegangen, dass Priestley durch Suizid infolge von Depressionen starb.

## Filmografie (Auswahl)
- 2000: Besser als Sex (Better Than Sex)
- 2000: Water Rats – Die Hafencops (Water Rats, Fernsehserie)
- 2000: Marriage Acts
- 2001: Changi
- 2001: The Farm
- 2001–2008: All Saints (Fernsehserie)
- 2002: Ey Mann – Coole Party (Blurred)
- 2004: Loot
- 2004: Blue Heelers (Fernsehserie)
- 2004–2005: The Secret Life of Us (Fernsehserie)